# Hášova elektrárna
Hášova elektrárna se nacházela ve městě Litomyšl, severně od centra (v místní části Lány, v blízkosti řeky Loučné). V současné době se v místě původní elektrárny nachází objekt Vodovodů a kanalizací.
Vodní elektrárnu na řece Loučné nechal vybudovat místní mlynář František Háša. Ten se už dříve zasadil o výstavbu parní pily. Elektrárna byla dokončena v roce 1905 a přispěla k elektrifikaci jak Litomyšle, tak i několika okolních vesnic severně od ní. Instalaci tehdy moderního vybavení provedla firma Schukert z Vídně. V Litomyšli tak mohlo být zřízeno elektrické osvětlení. Po smrti pana Háši elektrárnu provozovali dál jeho potomci. Město bylo díky ní zásobováno elektřinou až do roku 1936, kdy dodávky elektrické energie pro Litomyšl převzal Východočeský elektrárenský svaz. Po roce 1945 byla znárodněna.